# Comuna Preobrajenka, Krînîcikî
Preobrajenka (în ucraineană Преображенка) este o comună în raionul Krînîcikî, regiunea Dnipropetrovsk, Ucraina, formată din satele Ceapaievka, Cervona Balka, Cervone, Kimovka, Lozuvatka, Mîhailivka, Nastopil, Preobrajenka (reședința) și Vitrivka.

## Demografie
Componența lingvistică a satului Preobrajenka
     Ucraineană (95,16%)
     Rusă (3,44%)
     Alte limbi (1,39%)
Conform recensământului din 2001, majoritatea populației satului Preobrajenka era vorbitoare de ucraineană (95,16%), existând în minoritate și vorbitori de rusă (3,44%).